# Diskografija Ariane Grande
Diskografija Ariane Grande, američke pop pjevačice, obuhvaća četiri studijska albuma, 39 singlova, četiri EP-a te jedan remix album.

## Albumi

### Studijski albumi
| 2013.                                                                                             | Yours Truly - Objavljen: 30. kolovoza 2013. - Izdavač: Republic Records - Formati: CD, digitalno preuzimanje | 1 | 6 | 2 | 10 | — | 3  | 5 | 11 | — | 7 | - RIAA: Platinasta - BPI: Zlatna - MC: Zlatna - RIAJ: Zlatna |
| 2014.                                                                                             | My Everything - Objavljen: 22.kolovoza 2014. - Izdavač: Republic - Formati: CD, digitalno preuzimanje        | 1 | 1 | 1 | 2  | 4 | 3  | 3 | 3  | 2 | 3 | - RIAA: 2× Platinasta - ARIA: 5× Platinasta - BPI: 6× Platinasta - FIMI: 2× Platinasta - GLF: Platinasta - IFPI Dan: Zlatna - MC: 3x Platinasta - NVPI: Platinasta - RIAJ: Platinasta |
| 2016.                                                                                             | Dangerous Woman - Objavljen: 20. svibnja 2018. - Izdavač: Republic - Formati: CD, digitalno preuzimanje      | 2 | 1 | 2 | 5  | 1 | 2  | 1 | 1  | 4 | 1 | - RIAA: Platinasta - BPI: Zlatna - FIMI: Zlatna - GLF: Zlatna - IFPI DEN: Platinasta - MC: 2× Platinasta - RIAJ: Zlatna                                                               |
| 2018.                                                                                             | Sweetener - Objavljen: 17. kolovoza 2018. - Izdavač: Republic - Formati: CD, digitalno preuzimanje           | 1 | 1 | 1 | 2  | 1 | 5  | 1 | 1  | 1 | 1 | - RIAA: 7× Platinasta - ARIA: 4× Platinasta - BPI: 2× Platinasta - BVMI: Zlatna - IFPI SWE: Zlatna - IRMA: Platinasta - MC: 4× Platinasta - RIAJ: Platinasta - RMNZ: 2× Platinasta    |
| 2019.                                                                                             | Thank U, Next - Objavljen: 8. veljače 2019. - Izdavač: Republic - Formati: CD, digitalno preuzimanje         | 1 | 1 | 1 | 1  | 2 | 12 | 2 | 1  | 1 | 1 | - RIAA: Platinasta - ARIA: Zlatna - BPI: Zlatna - IFPI DEN: Zlatna - RMNZ: Platinasta                                                                                                 |
| "—" znači da se album nije plasirao na određenoj ljestvici ili da nije objavljen na tom području. | |   |   |   |    |   |    |   |    |   |   | |

### Kompilacijski albumi
| Godine | Album                                                                                         |
| ------ | --------------------------------------------------------------------------------------------- |
| 2017.  | The Best - Objavljen: 21. kolovoza 2017. - Izdavač: Big Machine - Formati: Digitalni download |

### EP-ovi
| Godina | Album | Ljestvice | Ljestvice |
| Godina | Album | SAD       | JPN       |
| ------ | --- | --------- | --------- |
| 2013.  | Christmas Kisses - Objavljen: 13. prosinca 2013. (UK) - Izvođač: Republic - Format: Digitalni downland                                              | __        | __        |
| 2014.  | Chrismas Kisses (ponovno izdavanje u Japanu) - Objavljen: 3. prosinca 2014. (JPN) - Izvođač: Universal Music Japan - Format: CD, digitalni download | __        | 25        |
| 2015.  | Christmas & Chill - Objavljen: 18. prosinca 2015. (NZ) - Izvođač: Republic - Format: Digitalni downland                                             | 34        | __        |
| 2016.  | Christmas & Chill (ponovno izdavanje u Japanu) - Objavljen: 18. prosinca 2015. (NZ) - Izvođač: Republic - Format: Digitalni downland                | __        | 47        |

## Singlovi
| Godina                                                                                               | Singl                                                  | Ljestvice | Ljestvice | Ljestvice | Ljestvice | Ljestvice | Ljestvice | Ljestvice | Ljestvice | Ljestvice | Ljestvice | Certifikacije | Album           |
| Godina                                                                                               | Singl                                                  | SAD       | AUS       | KAN       | DK        | IT        | JPN       | NL        | NZ        | ŠVE       | UK        | Certifikacije | Album           |
| --- | ------------------------------------------------------ | --------- | --------- | --------- | --------- | --------- | --------- | --------- | --------- | --------- | --------- | --- | --------------- |
| 2011.                                                                                                | "Put Your Hearts Up"                                   | —         | —         | —         | —         | —         | —         | —         | —         | —         | —         | - RIAA: Zlatna | Nema albuma     |
| 2013.                                                                                                | "The Way" (s Mac Miller)                               | 13        | 2         | —         | 45        | —         | —         | —         | —         | —         | 51        | - RIAA: 2x Platinasta - ARIA: Zlatna - BPI: Sreberna - MC: Platinasta | Yours Truly     |
| 2013.                                                                                                | "Baby I"                                               | 16        | 1         | —         | 30        | —         | —         | —         | —         | —         | —         | - RIAA: Platinasta - RIAJ: Zlatna | Yours Truly     |
| 2013.                                                                                                | "Right There" (s Big Sean)                             |           |           |           |           |           |           |           |           |           |           | - RIAA: Zlatna | Yours Truly     |
| 2013.                                                                                                | "Last Christmas"                                       |           |           |           |           |           |           |           |           |           |           | | Yours Truly     |
| 2013.                                                                                                | "Love Is Everything"                                   |           |           |           |           |           |           |           |           |           |           | | Yours Truly     |
| 2013.                                                                                                | "Snow in California"                                   |           |           |           |           |           |           |           |           |           |           | | Yours Truly     |
| 2013.                                                                                                | "Santa Baby" (s Liz Gillies)                           |           |           |           |           |           |           |           |           |           |           | | Yours Truly     |
| 2014.                                                                                                | "Problem" (featuring Iggy Azalea)                      |           |           |           |           |           |           |           |           |           |           | - RIAA: 6× Platinasta - ARIA: 5× Platinasta - BPI: Platinasta - FIMI: 2× Platinasta - GLF: 3× Platinasta - IFPI DEN: 2× Platinasta - MC: 4× Platinasta - NVPI: 2× Platinasta - RIAJ: Platinasta - RMNZ: Platinasta |                 |
| 2014.                                                                                                | "Break Free" (s Zedd)                                  | 33        | 1         | —         | 67        | —         | —         | 18        | —         | —         | —         | - RIAA: 3× Platinasta - ARIA: 4× Platinasta - BPI: Platinasta - FIMI: 2× Platinasta - GLF: 4× Platinasta - IFPI DEN: Platinasta - MC: 3× Platinasta - NVPI: 2× Platinasta - RIAJ: Platinasta - RMNZ: Zlatna        | My everything   |
| 2014.                                                                                                | "Bang Bang" (s Jessie J i Nicki Minaj)                 | 4         | 1         | 1         | 4         | 22        | 3         | 3         | 7         | 10        | 2         | - RIAA: 6× Platinasta - ARIA: 3× Platinasta - BPI: 2× Platinasta - FIMI: 2× Platinasta - GLF: 2× Platinasta - IFPI DEN: Platinasta - MC: 5× Platinasta - RIAJ: Zlatna - RMNZ: 2× Platinasta                        | My everything   |
| 2014.                                                                                                | "Love Me Harder" (s The Weeknd)                        | 13        | 2         | 41        | 43        | —         | —         | —         | —         | —         | 60        | - RIAA: 3× Platinasta - ARIA: 2× Platinasta - BPI: Zlatna - FIMI: Platinasta - GLF: Platinasta - IFPI DEN: Platinasta - MC: 2× Platinasta                                                                          | My everything   |
| 2014.                                                                                                | "Brand New You"                                        |           |           |           |           |           |           |           |           |           |           | | My everything   |
| 2014.                                                                                                | "Santa Tell Me"                                        |           |           |           |           |           |           |           |           |           |           | - BPI: Zlatna - FIMI: Zlatna - IFPI DEN: Platinasta - RMNZ: Zlatna | My everything   |
| 2015.                                                                                                | "One Last Time"                                        | 2         | 1         | 5         | 3         | —         | 12        | 5         | —         | 47        | 30        | - RIAA: Platinasta - ARIA: 3× Platinasta - BPI: 2× Platinasta - FIMI: 3× Platinasta - GLF: 2× Platinasta - IFPI DEN: Platinasta - MC: 2× Platinasta - RIAJ: Zlatna                                                 | My everything   |
| 2015.                                                                                                | "E Più Ti Penso" (s Andrea Bocelli)                    | 23        | 7         | 48        | 22        | —         | —         | —         | —         | —         | —         | | Nema albuma     |
| 2015.                                                                                                | "Focus"                                                | 18        | —         | —         | 18        | —         | —         | —         | —         | —         | —         | - RIAA: Platinasta - ARIA: Platinasta - BPI: Sreberna - FIMI: Platinasta - GLF: Platinasta - MC: Zlatna | Nema albuma     |
| 2016.                                                                                                | "Dangerous Woman"                                      | 9         | 10        | —         | 69        | —         | —         | —         | —         | —         | —         | - RIAA: 3× Platinasta - ARIA: 2× Platinasta - BPI: Platinasta - FIMI: Platinasta - GLF: Platinasta - IFPI DEN: Zlatna - MC: 3× Platinasta - RMNZ: Platinasta                                                       | Dangerous woman |
| 2016.                                                                                                | "Into You"                                             | 25        | —         | 95        | 53        | —         | —         | —         | —         | —         | —         | - RIAA: 3× Platinasta - ARIA: 3× Platinasta - BPI: Platinasta - FIMI: 2× Platinasta - GLF: 2× Platinasta - IFPI DEN: Platinasta - MC: 4× Platinasta - RMNZ: Zlatna                                                 | Dangerous woman |
| 2016.                                                                                                | "Side to Side" (s Nicki Minaj)                         | 3         | 2         | 9         | 7         | 57        | 38        | 16        | —         | 48        | 30        | - RIAA: 4× Platinasta - ARIA: 5× Platinasta - BPI: Platinasta - FIMI: 2× Platinasta - GLF: Platinasta - IFPI DEN: Platinasta - MC: 5× Platinasta - RMNZ: Platinasta                                                | Dangerous woman |
| 2016.                                                                                                | "Jason's Song (Gave It Away)"                          | 6         | 7         | 26        | 7         | —         | —         | 24        | —         | —         | —         | | Dangerous woman |
| 2017.                                                                                                | "Everyday" (s Future)                                  | 11        | 55        | 45        | 10        | —         | —         | —         | —         | —         | —         | - RIAA: Platinasta - ARIA: Zlatna - BPI: Sreberna - MC: Platinasta | Nema albuma     |
| 2017.                                                                                                | "Beauty and the Beast" (s John Legend)                 |           |           |           |           |           |           |           |           |           |           | - RIAA: Zlatna - BPI: Sreberna - RIAJ: Zlatna | Nema albuma     |
| 2017.                                                                                                | "Somewhere Over the Rainbow"                           |           |           |           |           |           |           |           |           |           |           | | Nema albuma     |
| 2018.                                                                                                | "No Tears Left to Cry"                                 |           |           |           |           |           |           |           |           |           |           | - RIAA: 3× Platinasta - ARIA: 2× Platinasta - BPI: 2× Platinasta - FIMI: Platinasta - GLF: Platinasta - IFPI DEN: Platinasta - MC: 3× Platinasta - RMNZ: Platinasta                                                | Sweetener       |
| 2018.                                                                                                | "God Is a Woman"                                       |           |           |           |           |           |           |           |           |           |           | - RIAA: 2× Platinasta - ARIA: Platinasta - BPI: Platinasta - FIMI: Zlatna - IFPI DEN: Zlatna - MC: 2× Platinasta - RMNZ: Zlatna                                                                                    | Sweetener       |
| 2018.                                                                                                | "Breathin"                                             |           |           |           |           |           |           |           |           |           |           | - ARIA: Platinasta - BPI: Zlatna - MC: Platinasta - RMNZ: Zlatna | Thank U, Next   |
| 2018.                                                                                                | "Thank U, Next"                                        |           |           |           |           |           |           |           |           |           |           | - RIAA: Platinasta - ARIA: 2× Platinasta - BPI: Platinasta - FIMI: Zlatna - IFPI DEN: Zlatna - MC: 5× Platinasta - RMNZ: 2× Platinasta                                                                             | Thank U, Next   |
| 2019.                                                                                                | ''7 Rings''                                            |           |           |           |           |           |           |           |           |           |           | - ARIA: Platinasta - BPI: Platinasta - FIMI: Platinasta - IFPI DEN: Zlatna - MC: 4× Platinasta - RMNZ: Platinasata                                                                                                 |                 |
| 2019.                                                                                                | "Break Up with Your Girlfriend, I'm Bored"             |           |           |           |           |           |           |           |           |           |           | - ARIA: Platinasta - BPI: Zlatna - MC: 2× Platinasta - RMNZ: Platinasta |                 |
| 2019.                                                                                                | "Monopoly" (ft. Victoria Monet)                        |           |           |           |           |           |           |           |           |           |           | |                 |
| 2019.                                                                                                | "Don't Call Me Angel" (ft. Miley Cyrus i Lana Del Rey) |           |           |           |           |           |           |           |           |           |           | |                 |
| "—" znači da se pjesma nije plasirala na određenoj ljestvici ili da nije objavljena na tom području. |                                                        |           |           |           |           |           |           |           |           |           |           | |                 |

## Promotivni singlovi
| 2013.                                                                                                | "Almost Is Never Enough" (with Nathan Sykes)                                      | —   | —  | —  | — | — | —  | — |  | The Mortal Instruments: City of Bones and Yours Truly |
| 2014.                                                                                                | "Best Mistake" (featuring Big Sean)                                               | 115 | —  | —  | — | — | —  | — |  | My Everything                                         |
| 2016.                                                                                                | "Be Alright"                                                                      |     |    |    |   |   |    |   |  | Dangerous Woman                                       |
| 2016.                                                                                                | "Let Me Love You" (featuring Lil Wayne)                                           |     |    |    |   |   |    |   |  | Dangerous Woman                                       |
| 2018.                                                                                                | "Arturo Sandoval" (Arturo Sandoval and Pharrell Williams featuring Ariana Grande) |     |    |    |   |   |    |   |  | Ultimate Duets                                        |
| 2018.                                                                                                | "The Light Is Coming" (featuring Nicki Minaj)                                     | 8   | 58 | 20 | 8 | — | 34 | — |  | Sweetener                                             |
| "—" znači da se pjesma nije plasirala na određenoj ljestvici ili da nije objavljena na tom području. |                                                                                   |     |    |    |   |   |    |   |  |                                                       |